# إبراهيم أبو علبة
إبراهيم أبو علبة (17 ديسمبر 1964 - 14 أبريل 2008) هو أحد مؤسسي كتائب المقاومة الوطنية الذراع العسكري للجبهة الديمقراطية لتحرير فلسطين وقائدها في الشمال وعضو القيادة المركزية للجبهة الديمقراطية.

## ميلاده ونشأته
ولد الشهيد القائد إبراهيم محمود إبراهيم أبوعلبة في معسكر جباليا شمال قطاع غزة، حيث كان يسكن حتى استشهاده يوم 17/12/1964 داخل أسرة متواضعة يشهد لها المجتمع ألفلسطيني بأخلاقها ونضالها على مر السنين حيث ترعرع الشهيد فيها وتعلم منها الأخلاق والدين والعادات والتقاليد وحب الوطن. انهي دراسته الابتدائية والإعدادية والثانوية في مدارس مخيم جباليا حيث يشهد له زملائه وأبناء منطقته عن صدره الثوري وحبه الشديد للوطن وتحريضه الدائم لطلبة المدارس على الاحتلال الصهيوني.

## حياته الزوجية
تزوج أبو نضال اثنتين وكانت الزوجة الأولى في بداية العام ال1987 حيث اشتعال الانتفاضة الأولى وأنجب منها خمسة أولاد وابنتين وتزوج زوجته الثانية في بداية العام 1999 والتي أنجب منها طفلا واحدا., حيث شهد له الجميع بحسن المعاملة معهن ومع أبنائه وبناته والذين شعروا بفقدانه عند استشهاده نظرا للفراغ الكبير الذي كان يملاه الأب والمعلم والصديق والأخ بالنسبة لهم.

## السيرة النضالية
التحق شهيدتا القائد في صفوف الجبهة الديمقراطية لتحرير فلسطين ونجمها الأحمر آنذاك حيث أخذ منها نقطة انطلاقة لممارسة نشاطه الثوري والدفاعي عن فلسطين، ومن بداية انضمامه في الجبهة لوحظ عليه بالشخصية القوية والقيادية والكتومة.وبدأ مع رفاقه الجبهاويون التخطيط والتنفيذ لعدة عمليات فدائية وطعن بالسكاكين وغيرها من الأساليب الموجودة والمتواضعة في ذلك الوقت.
عاش أبونضال حياته تارة مربيا ومعلما لأبنائه ورفاقه وتارة أخرى مطارد بين أزقة المخيمات للعدو الصهيوني محاولا التصدي للاحتلال بالحجر والسكين.
لم يترك الاحتلال الشهيد يوما بدون رصد أو ملاحقته نظرا لنشاطه الثوري الذي لم يقتصر على غزة بل امتد للضفة المحتلة والقدس.

## داخل الاعتقال
داهم الاحتلال بيت الشهيد عدة مرات دون العثور عليه ولكن بعد ازدياد ترصده اعتقلت قوات الاحتلال أبو نضال في شهر 2عام 1989 حيث كان له الابن البكر الرضيع نضال آنذاك الذي كان يخفي في سريره الزي الخاص بعمل المقاومة في ذلك الوقت.
تعرض أبو نضال خلال الاعتقال لعمليات تعذيب شديدة وأهانه كوسيلة للضغط عليه وإضعاف عزيمته دون أن ينال عدوه من عزيمته البله حيث حكم عليه بالسجن لمدة عامين قضاها في بين حوائط السجن وظلم السجان واشتياقه للوطن والأهل وشهد رفاقه وإخوانه الأبطال له داخل المعتقل بصموده وعنفوانه حيث كان الرجل الوحيد المزعج لإدارة سجون الاحتلال حيث دائما يستفز السجانين ويكون صامتا أم المعتقلين أيضا كان لهم الأخ والرفيق والمعلم داخل الاعتقال وأيضا تحدثوا عن جرأته القوية التي كان يمتلكها داخل السجن حيث تدريس المعتقلين الجبهاويين سياسة الجبهة في التحرر من الاحتلال وظلمه.
أفرج الاحتلال عن أبو نضال في مطلع العام 1991 ليعود متحمسا لممارسة عمله الثوري ضد الاحتلال مرة أخرى ولكن بطرق وأساليب أخرى.
بعد عودة السلطة إلى قطاع غزة عام 1994 لم يهدأ الثائر أبو نضال بدون إقلاق العدو حيث بدأ بالتخطيط ومهاجمة عدة مواقع صهيونية مما أدى إلى قيام السلطة الفلسطينية باعتقاله داخل سجونها لمدة ثلاثة شهور، وبعد الإفراج عنه انضم إلى السلطة الفلسطيينة ليعمل في جهاز الضابطة الجمركية برتبة نقيب.

## قيادة الكتائب في الشمال
لم يترك الشهيد الوطن دقيقة دون أن يفكر فيه وكان اشتياقه يتراكم حتى انفجر مع انفجار انتفاضة الأقصى التي أعلن بأنه لإسلام مع العدو بعد اليوم فالحرب حرب نهاية وليس بداية.
حيث أزداد نشاطه في الجبهة ليصبح عضو قيادة مركزية فيها أيضا، وشارك مع رفاقه الثائرون في تأسيس ذراع عسكري ضارب للجبهة الديمقراطية لتحرير فلسطين وأطلقوا عليه اسم «كتائب المقاومة الوطنية» كبديلنا عن النجم الأحمر، وعين أبو نضال قائد لشمال قطاع غزة وعضوا في المجلس العسكري له.
بدأ أبونضال بالضرب والرد بيد من حديد على مجازر الاحتلال الصهيوني التي كان يرتكبها ضد أبناء شعبنا وبدا يجهز الاستشهاديين ويعد الجند للتصدي للعدو الصهيوني وأسس خلايا عدة منها لإطلاق الصواريخ ومنها للتصدي ومنها للعمليات الاستشهادية ومنها للهندسة والتصنيع.

## العمليات الاستشهادية وإطلاق الصواريخ
بدأ أبو نضال بإرسال الاستشهاديين لمهاجمة المغتصبات الصهيونية والمواقع العسكرية وكان يسمي كل عملية باسم يتعلق بفلسطين ومن العمليات التي خطط وهندس لها:
- - عملية الطريق إلى فلسطين: والتي نفذها الاستشهاديين محمد أبوصقر من كتائب المقاومة الوطنية وخضر كل من ألوية الناصر صلاح الدين، والتي اعترف العدو فيها باختراق حصون مستوطنة نتفي هاعتسراه وسقوط قتيل وثمانية إصابات.
  - عملية باب المغاربة: والتي نفذها الاستشهادي سعد رجب صبح شمال بيت لاهيا وأدت حسب اعترافات العدو إلى إصابة سبعة عشر جنود بينهم ضابط في الهندسة.
  - عملية شرق جباليا: والتي نفذتها كتائب المقاومة الوطنية بالاشتراك مع سرايا القدس وأدت إلى إصابة 19 جنود وإطلاق طائرات الاحتلال سبعة صواريخ واستشهاد الرفيق فؤاد أبومعروف من كتائب المقاومة الوطنية وانسحاب المقاوم الآخر من سرايا القدس.
  - عملية تحطيم الجدار: والتي نفذتها كتائب المقاومة الوطنية بالاشتراك مع سرايا القدس وكتائب شهداء الأقصى وأدت إلى مقتل ثلاث جنود وإصابة تسعة في معبر أبرز وانسحاب المجاهدين وإصابة أحدهما بجروح خفيفة.
  - عملية أرض البدي: والتي نفذتها كتائب المقاومة الوطنية شرق بيت لاهيا واعترفت إذاعة الاحتلال بإصابة ثلاثة جنود وإصابة المنفذ بجروح خطيرة.
  - عملية قنص جندي: والتي نفذتها كتائب المقاومة الوطنية شرق مخيم البرج وأدت إلى إصابة الجندي صورة مباشرة.
  - عملية إطلاق قذيفتي اربحي على جيب هندسة صهيوني شرق حي الشجاعيه وإصابته إصابة مباشرة.

أيضا شارك أبونضال في إعدادا طاقم لتصنيع وإعداد الصواريخ والعبوات الناسف حيث اشرف على إطلاق الصواريخ على المستوطنات المجاورة للقطاع والتي كان أشهرها حملة إطلاق 13صاروخا وأطلق عليها أبونضال اسم «رجم اليهود» والتي كانت ردا على مجزرة البرج، وعمليات إطلاق عدة صواريخ كثيرة على المستوطنات الصهيونية حيث تشهد صرخات سكان سدي روت والمجدل وعسقلان وكوسيم وكيبوتس سعد قاعدة زكيم وغيرها على صواريخه التي أطلق عليها اسم مقاومة.

## العمل على الوحدة الوطنية
أيضا لا أحد ينسى نفسه الوحدوي الذي كان دائما يحاول التوحيد في الميدان من خلال المطالبة بتشكيل غرفة عمليات مشتركة ومشاركته جميع الأجنحة العسكرية في عدة عمليات استشهادية وعمليات إطلاق للصواريخ.
بدأت تهديدات الاحتلال باغتيال قادة الفصائل الفلسطينية وأيضا لم تنس أبونضال من حيث تهديده ومحاولة المراقبة الدائمة له من خلال الأجهزة الخلوية وغيرها.

## استشهاده
أبو نضال الذي تعود على توديع الشهداء لم يصبر على وداع رفاق دربه القادة الإبطال الشهيد عامر قرموط أحد أبرز قادة ألوية الناصر صلاح الدين والشهيد القائد حسام أبوحبل أحد قادة سرايا القدس والذي تعود على العمل العسكري المشترك معهم، وبذلك لم ينتظره القدر طويلا حيث تم اغتياله أثناء عودته إلى بيته من مهمة إعداد استشهاديين في مشروع بيت لاهيا شارع السوق بصاروخين أطلقتهن طائرة استطلاع صهيونية وذلك مساء يوم الاثنين الموافق 14/4/2008م ليرتقي أبونضال شهيدا ويلتحق بقافلة طويلة من الشهداء وينير درب من ينتظر وبدأت الوسائل الإعلامية العبرية بالسرد عن عملية الاغتيال والتي ذكرت أن وزبر الحرب الصهيوني وجهاز الشباك بالإضافة إلى الجيش هم من أشرفوا على علمية الاغتيال الصهيوني وأن أبو نضال متهم في قتل عدة جنود بينهم وانه المهندس الأول لعملية مهاجمة موقع المخابرات الصهيونية بالقرب من مغتصبة نتيف هتعسراه والذي أدى حسب ما أفاد موقع" " إلى إصابة ثلاثة جنود من لواء جيفعاتي بجراح خطيرة. وهي العملية البطولية التي أطلق عليها أبونضال «الطريق إلى فلسطين»

## من أقواله
- سامحوني ساقاتل حتى الاستشهاد
- سنخفف ألامنا برئيانا ألامهم.
  - نحن جزءا من الهدنة ولكن لا هدنة من طرف واحد.
  - الرد على مجازر الاحتلال حقنا الطبيعي.
  - لقاءالله واحبائنا الشهداءموعدلايتأجل

## الرد على عملية الاغتيال
بعد تلقي الكتائب نبأه استشهاد قائدها في الشمال أبونضال توعدت بالرد السريع والمزلزل واصفة الاحتلال بفتحه نار الجحيم باغتياله لابونضال وان الرد سيكون بالمثل وأمر.
ومنذ الساعات الأولى بدأت الكتائب والفصائل الأخرى تدك المغتصبات الصهيونية بعشرات الصواريخ بالإضافة إلى العديد من الأجنحة العسكرية التي ردت على عملية الاغتيال بالصورايخ وقذائف الهاون، أيضا لم تترك الكتائب المواقع الصهيونية دون أن ترسل عليها الاستشهاديين حيث في اليوم الثاني لعملية اغتيال أبونضال نفذت عملية اشتباك عنيفة شرق مخيم البريج وأدت إلى إصابة أربع جنود حسب اعترافات العدو وأيضا إلى إصابة مقاتلين من الكتائب، وأيضا توالت الردود بالاشتباكات والتصدي للعدوان الصهيوني ودك المستوطنات وما زال الرد مستمرا، وتلقت الجبهة الديمقراطية وكتائب المقاومة الوطنية التعازي باستشهاد الرفيق القائد إبراهيم أبوعلبة من فصائل وجهات وشخصيات كثيرة أبرزها " من الأمين العام للجبهة الديمقراطية الرفيق " نايف حواتمة ".